# オナラ (曲)
オナラ（오나라 懐夫歌）は、韓国ドラマ『宮廷女官チャングムの誓い』の主題歌である。
曲名は朝鮮語の古語で「来てください」という意味。

## 逸話
音楽監督のイム・セヒョンは、はじめから子供たちに合唱させようとメロディを書き込んでいるうちに浮かんだのだが、曲のイメージに会うボーカルが見つからず、放送前日になって主題歌を歌うことになった3人の子供たちを紹介され、1時間で録音を終え、無事放送日を迎えたという。

## 楽器編成
フルート3、ピッコロ、オーボエ3、コーラングレー、クラリネット3、小クラリネット、ファゴット3、コントラファゴット、トランペット4、トロンボーン4、ホルン8、チューバ、第一ヴァイオリン16、第二ヴァイオリン14、ヴィオラ12、チェロ10、コントラバス8、打楽器5種、ハープ2、チェレスタ